# Cainotheriidae
De Cainotheriidae zijn een familie van uitgestorven zoogdieren die leefden van het Laat-Oligoceen tot het Vroeg-Mioceen.

## Kenmerken
Dit kan men als een van de primitiefste families van de onderorde Tylopoda beschouwen. De Cainotheriidae waren niet-gespecialiseerde dieren met beperkte eigenschappen, die vooruitwezen naar de zich meer ontwikkelende gespecialiseerdere dieren. Deze dieren waren klein, en in het algemeen niet meer dan vijftien centimeter in de schofthoogte. De schedel was klein, met een korte snuit. De meeste dieren vertoonden de kenmerken van een konijn wat betreft omvang, verschijning, en hun manier van bewegen. Ze hadden nog vier vingers, hoewel de laterale tenen korter waren en in lange klauwen eindigden, zoals bij de moderne konijnen. De achterpoten waren veel langer dan de voorpoten en wijzen op een opmerkelijke aanpassing aan rennen en springen.

## Indeling
Onderfamilie Cainotheriinae Camp & Vanderhoof, 1940
- † Cainotherium Bravard, 1828
- † Caenomeryx Hürzeler, 1936
- † Plesiomeryx Gervais, 1873
- † Procaenotherium Hürzeler, 1936

Onderfamilie Oxacroninae Hürzeler, 1936
- † Oxacron Filhol, 1884
- † Paroxacron Hürzeler, 1936